# Naoki Sugai
Naoki Sugai (菅井 直樹?, Sugai Naoki; Yamagata, 21 settembre 1984) è un ex calciatore giapponese, di ruolo centrocampista.